# 土耳其毛主义叛乱
土耳其毛主义叛乱（Maoist insurgency in Turkey），也被称为土耳其人民战争（People's War in Turkey），是土耳其东部正在进行的低烈度叛乱，发生于土耳其政府和毛派叛军之间，开始于1970年代。其中最重要的叛军集团是土耳其共产党/马列的军事组织土耳其工农解放军，和毛主义共产党的军事组织人民解放军、人民游击部队。

## 历史
1972年4月24日，易卜拉欣·凯帕喀亚领导的激进团体建立了土耳其共产党/马列（由于其出版物，土共/马列成员有时被称为“游击队员”（Partizan））， 他草拟了《十一点纲领》，打算发动人民战争。然而一年后，凯帕喀亚被抓获、拷打和杀害。1978年，土共/马列第一次代表大会肯定了人民战争和游击战争方向，但在这方面进展甚微。1970年代，土共/马列参与了土耳其左右翼团体之间的政治暴力。
土共/马列的军事组织土耳其工农解放军在1970年代末和整个1980年代主要在通杰利省进行军事和游击行动，那里的居民把毛派游击战视为1938年迪尔西姆屠杀的报复。土耳其工农解放军在通杰利和黑海地区的山区进行游击战争时达到了顶峰。
八十年代后期，党的第二次代表大会后，土共/马列遭受了一系列分裂。1987年，土共/马列-东安纳托利亚地区委员会 （土耳其语：Doğu Anadolu Bölge Komitesi，缩写为DABK）脱离土共/马列。1993年与土共/马列重新统一，但于1994年再次脱离，1994年4月18日成立土耳其共产党（马列），2002年9月15日，演变为毛主义共产党，军事组织名为人民解放军。
1985年5月17日，土共/马列向伊斯坦布尔的数百万电视观众播放宣传信息，取代了晚间新闻的配乐。
2000年，土耳其安全部队对托卡特省和锡瓦斯省的土耳其工农解放军反叛分子展开了行动。发现12个藏身处，缴获了9把机关枪、4枚火箭发射器、手榴弹和爆炸物以及10吨食品和药品。12月11日，土耳其工农解放军叛乱分子向警察特遣队开火，造成2人死亡，12人受伤。2001年，警方俘获五名叛乱分子和武器，其中包括两枚9K111 Fagot反坦克导弹。
2009年3月，于2000年绝食抗议期间在Kandıra F型监狱服役的医生Tamer Bilici被人民解放军作为“公共敌人”惩罚，他因囚犯的死亡和永久残疾而受到指责。2009年9月，人民解放军声称对退休上校Aytekinİçmez的死亡负责。2011年2月2日，五名土耳其工农解放军游击队员在通杰利死于雪崩。2012年11月15日，24名人民解放军游击队员在通杰利被包围并被俘虏。
2013年后，毛主义共产党分裂成两党。
2013年7月26日，土耳其工农解放军轰炸了通杰利省的农村水电站调节器的控制楼。2014年3月14日，土耳其工农解放军游击队袭击了通杰利省的一个警察局。土共/马列宣称这次袭击是为了报复贝尔金·埃尔万的死亡。2014年7月8日，土耳其工农解放军游击队员将一辆载有5名工人的卡车停在Altınyüzük的基站，并将车辆点燃。
2015年10月10日，库尔德工人党游击队和土耳其工农解放军游击队袭击了通杰利省的Geyiksuyu军事基地。10月15日，土耳其工农解放军游击队袭击了Hozat的Amukta军事基地。10月21日，在Ovacık，三名土耳其工农解放军游击队员在与土耳其军队的冲突中死亡。数百人参加了游击队员的葬礼。2016年11月24日至28日，土耳其工农解放军的十二名游击队员在通杰利省Aliboğazı地区的军队行动中死亡。
2017年，土耳其共产党-马列从土共/马列分裂。
2017年2月10日，土耳其工农解放军战士向伊斯坦布尔Pendik区的正义与发展党总部开火。6月18日，人民解放军游击队袭击了通杰利省的Kuşluca军事基地。8月1日，在Ovacık，三名人民解放军游击队员在与土耳其军队的冲突中遇难。8月18日，两名人民解放军游击队员在Hozat被土耳其军队士兵包围后杀死。9月26日，两名人民解放军游击队员在Ovacık被土耳其军队士兵杀死。

## 文化
- 一些乐队（如Grup Munzur和Grup Yorum）的歌曲，提及了通杰利省的叛乱。
- 歌曲《Dersim'de Doğan Güneş》